# Tim Bevan
Timothy John Bevan  (Queenstown, 20 december 1957) is een Nieuw-Zeelands-Brits filmproducent.

## Carrière
Samen met Sarah Radclyffe richtte hij in 1983 het productiebedrijf Working Title Films op. De eerste productie van het bedrijf was de korte film The Man Who Shot Christmas uit 1984. Hij leidt het bedrijf sinds 1992 samen met zijn collega Eric Fellner.
Bevan ontving in zijn carrière 5 Academy Award (Oscar)-nominaties, 25 BAFTA Award-nominaties (waarvan 4 gewonnen: beste film voor Atonement en beste Britse film voor Elizabeth, Tinker Tailor Soldier Spy en The Theory of Everything) en 3 Primetime Emmy Award-nominaties.
Overige noemenswaardige prijzen en onderscheidingen die Bevan ook ontving zijn, in 2005 de Commandeur in de Orde van het Britse Rijk (CBE), in 2013 de graad van doctor honoris causa van de Universiteit van York en in 2018 de Cinematic Production Award van de Royal Photographic Society.

## Privéleven
Van 1992 tot 2001 was hij getrouwd met actrice Joely Richardson. Hun dochter Daisy (1992), is ook actrice. Bevan trouwde in 2001 met Amy Gadney. Met haar heeft hij een dochter Nell (2001) en een zoon Jago (2003).

## Filmografie

### Film
Producent
- My Beautiful Laundrette (1985)
- Personal Services (1987)
- Sammy and Rosie Get Laid (1987)
- Paperhouse (1988)
- For Queen and Country (1988)
- Diamond Skulls (1989)
- Chicago Joe and the Showgirl (1990)
- London Kills Me (1991)
- Map of the Human Heart (1992)
- French Kiss (1995)
- Moonlight and Valentino (1995)
- Loch Ness (1996)
- Bean (1997)
- The Matchmaker (1997)
- The Borrowers (1997)
- What Rats Won't Do (1998)
- Elizabeth (1998) (On)
- The Hi-Lo Country (1998)
- Plunkett & Macleane (1999)
- High Fidelity (2000)
- Bridget Jones's Diary (2001)
- Captain Corelli's Mandolin (2001)
- 40 Days and 40 Nights (2002)
- Ali G Indahouse (2002)
- About a Boy (2002)
- The Guru (2002)
- Johnny English (2003)
- Love Actually (2003)
- The Calcium Kid (2004)
- Thunderbirds (2004)
- Wimbledon (2004)
- Bridget Jones: The Edge of Reason (2004)
- The Interpreter (2005)
- Pride & Prejudice (2005)
- Nanny McPhee (2005)
- United 93 (2006)
- Catch a Fire (2006)
- Sixty Six (2006)
- Smokin' Aces (2006)
- Hot Fuzz (2007)
- Mr. Bean's Holiday (2007)
- Atonement (2007) (On)
- Elizabeth: The Golden Age (2007)
- Definitely, Maybe (2008)
- Wild Child (2008)
- Frost/Nixon (2008)
- The Boat That Rocked (2009)
- State of Play (2009)
- Green Zone (2009)
- Nanny McPhee and the Big Bang (2009)
- Paul (2011)
- Tinker Tailor Soldier Spy (2011)
- Johnny English Reborn (2011)
- Contraband (2012)
- Big Miracle (2012)
- Anna Karenina (2012)
- Les Misérables (2012) (On)
- I Give It a Year (2013)
- About Time (2013)
- The World's End (2013)
- Closed Circuit (2013)
- The Two Faces of January (2014)
- The Theory of Everything (2014) (On)
- Billy Elliot the Musical Live (2014)
- Trash (2014)
- We Are Your Friends (2015)
- Everest (2015)
- Legend (2015)
- The Danish Girl (2015)
- The Program (2015)
- Hail, Caesar! (2016)
- Bridget Jones's Baby (2016)
- Baby Driver (2017)
- Darkest Hour (2017) (On)
- Victoria & Abdul (2017)
- The Snowman (2017)
- Entebbe (2018)
- King of Thieves (2018)
- Johnny English Strikes Again (2018)
- Mary Queen of Scots (2018)
- The Kid Who Would Be King (2019)
- Yesterday (2019)
- Radioactive (2019)
- Cats (2019)
- Emma (2020)
- The High Note (2020)
- Rebecca (2020)
- Cyrano (2021)
- Last Night in Soho (2021)
- Ticket to Paradise (2022)
- The Swimmers (2022)
- What's Love Got to Do with It? (2022)
- Catherine Called Birdy (2022)
- Matilda the Musical (2022)
- Polite Society (2023)

Coproducent
- Robin Hood (1991)

Uitvoerend producent
- A World Apart (1988)
- The Tall Guy (1989)
- Fools of Fortune (1990)
- Drop Dead Fred (1991)
- Bob Roberts (1992)
- Posse (1993)
- Romeo Is Bleeding (1993)
- Four Weddings and a Funeral (1994)
- The Hudsucker Proxy (1994)
- That Eye, the Sky (1994)
- Panther (1995)
- Dead Man Walking (1995)
- Fargo (1996)
- The Big Lebowski (1998)
- Notting Hill (1999)
- O Brother, Where Art Thou? (2000)
- The Man Who Cried (2000)
- The Man Who Wasn't There (2001)
- Long Time Dead (2002)
- My Little Eye (2002)
- Thirteen (2003)
- The Shape of Things (2003)
- Ned Kelly (2003)
- The Italian Job (2003)
- Gettin' Square (2003)
- Shaun of the Dead (2004)
- Mickybo and Me (2004)
- Inside I'm Dancing (2004)
- No. 2 (2006)
- Gone (2007)
- Burn After Reading (2008)
- The Soloist (2009)
- A Serious Man (2009)
- Rush (2013)
- Genius (2016)
- Grimsby (2016)

### Televisie
Uitvoerend producent
- Echoes (1988)
- The Borrowers (1992)
- Tales of the City (1993)
- More Tales of the City (1998)
- Further Tales of the City (2001)
- Frontline (2008)
- The Tudors (2007-2010)
- Love Bites (2011)
- The Borrowers (tv-film, 2011)
- Birdsong (2012)
- True Love (2012)
- Mary and Martha (tv-film, 2013)
- Yonderland (2013-2016)
- The Secrets (2014)
- About a Boy (2014)
- You, Me and the Apocalypse (2015)
- London Spy (2015)
- Gypsy (2017)
- The Case Against Adnan Syed (2019)
- Tales of the City (2019)
- Hanna (2019-2020)
- The Luminaries (2020)
- We Are Lady Parts (2021)
- Everything I Know About Love (2022)

### Videoclip
Producent
- Waterfront van Simple Minds (1983)
- Hold Me Now van Thompson Twins (1983)
- Bruises van Gene Loves Jezebel (1983)
- Speed Your Love to Me van Simple Minds (1984)
- Up on the Catwalk van Simple Minds (1984)
- Empty Rooms van Gary Moore (1984)

Uitvoerend producent
- Break Down the Walls van Stone Fury (1984)
- Happy Day van Orchestre Jazira (1984)
- The Hunger and the Greed van Two Minds Crack (1984)
- The Chant Has Just Begun van The Alarm (1984)
- Pearly Dewdrops' Drops van Cocteau Twins (1984)
- Song to the Siren van This Mortal Coil (1984)
- That Beats my Patience van Freeez (1985)
- Switch on - Switch Off van B-Movie (1985)
- Take Me to the Girl van Billie Mackenzie (1985)
- Aikea Guinea van Cocteau Twins (1985)
- Shadows of Love van Wax (1986)